# ۲۶ شعبان
۲۶ شعبان، بیست و ششمین روز از ماه شعبان در تقویم هجری قمری است.
در تقویم هجری قمری قراردادی این روز دویست و سی و سومین روز سال است.

## درگذشتگان
- ۱۳۴۷ - محمد ابن ابی‌شنب،  ادیب و زبان‌شناس برجستهٔ الجزایری که به زبان‌های گوناگون از جمله فارسی آشنایی کامل داشت.